# Schima wallichii
Espèce
Synonymes
- Gordonia wallichii DC.[1] [2]
- Schima brevipes W. G. Craib[1]
- Schima noronhae Reinw. ex Blume[2]
- Schima wallichii (Reinw. ex Blume) Bloemb.[2]

Schima wallichii est une espèce de plantes à fleurs de la famille des Theaceae. C'est un arbre originaire d'Asie.

## Description
Schima wallichii mesure, selon les sources, de 10 à 20 m de haut ou de 15 à 25 m de haut. 

Les fleurs ont cinq pétales blancs, mesurent 3 cm de diamètre et sont pollinisées en particulier par des papillons dont l'imago de Eterusia aedea.

Jardin botanique de la reine Sirikit, Thaïlande
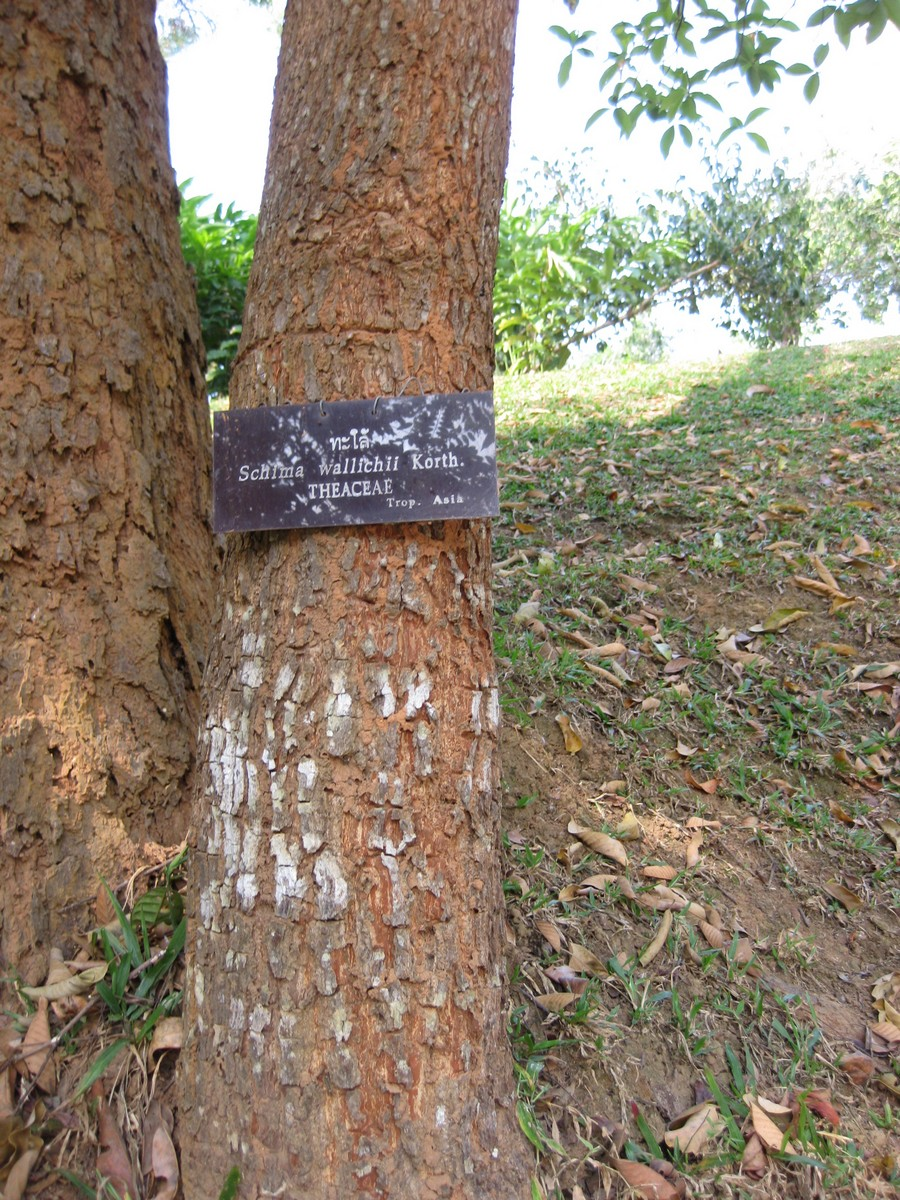
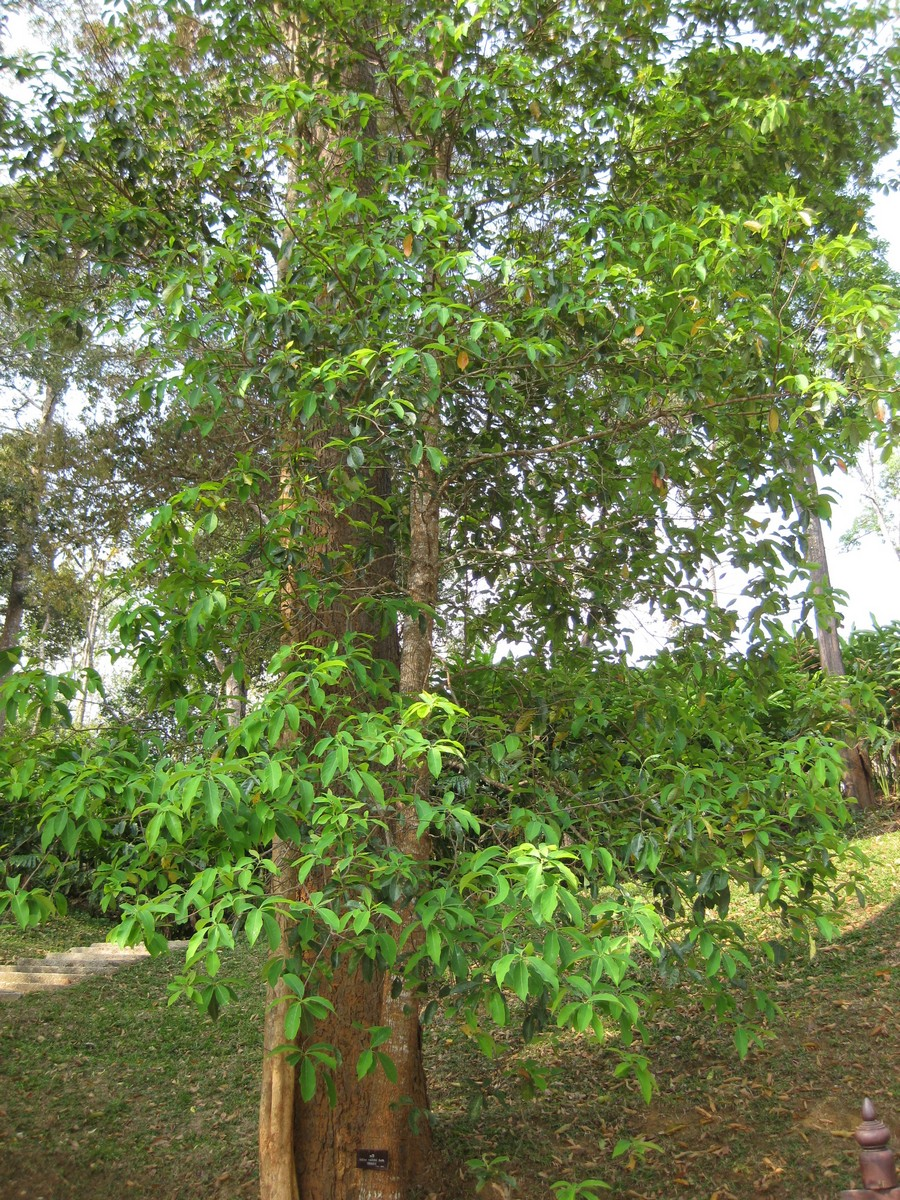
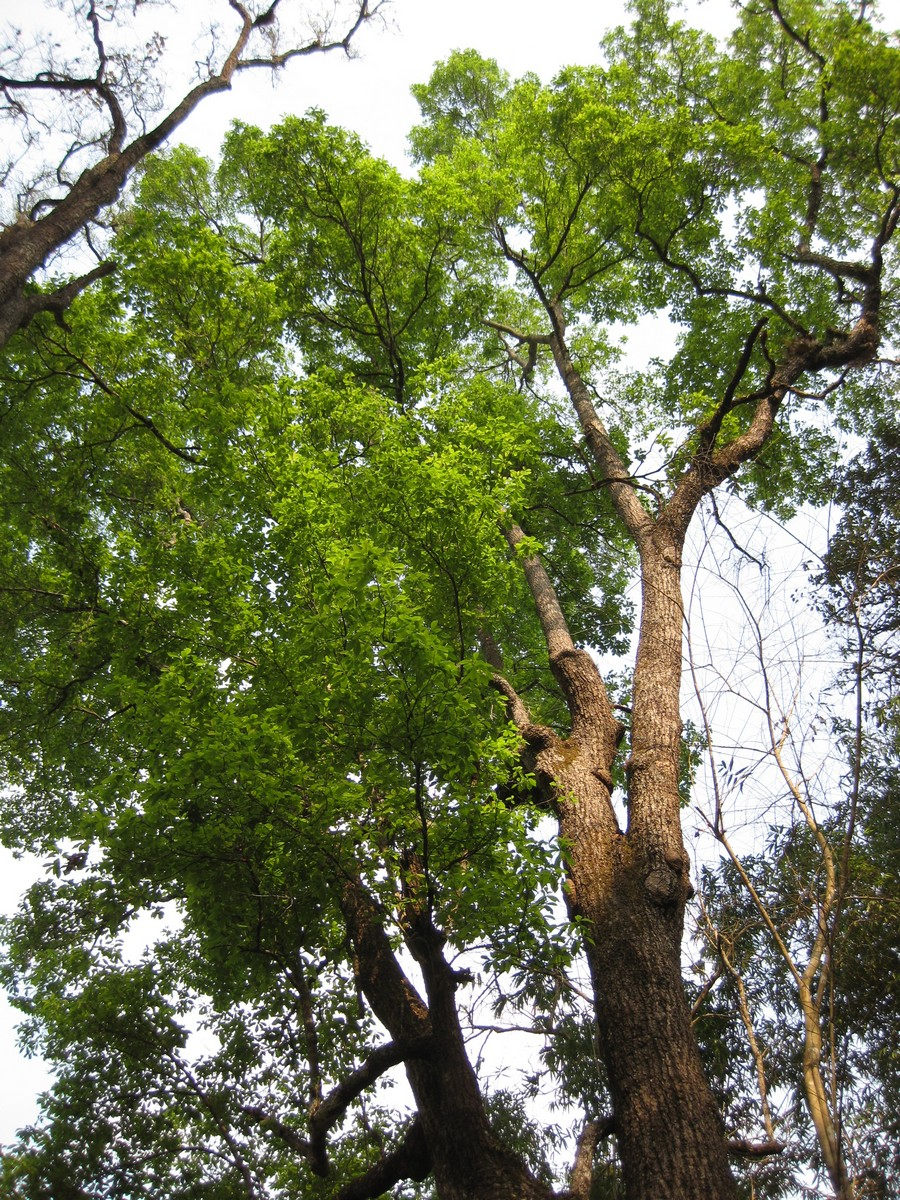

## Répartition
Cette espèce est présente en Chine, au Bangladesh, au Bhoutan, au Népal, en Inde, au Laos, en Birmanie, en Thaïlande, au Viêt Nam, en Indonésie, en Malaisie et aux Philippines.

## Utilisations

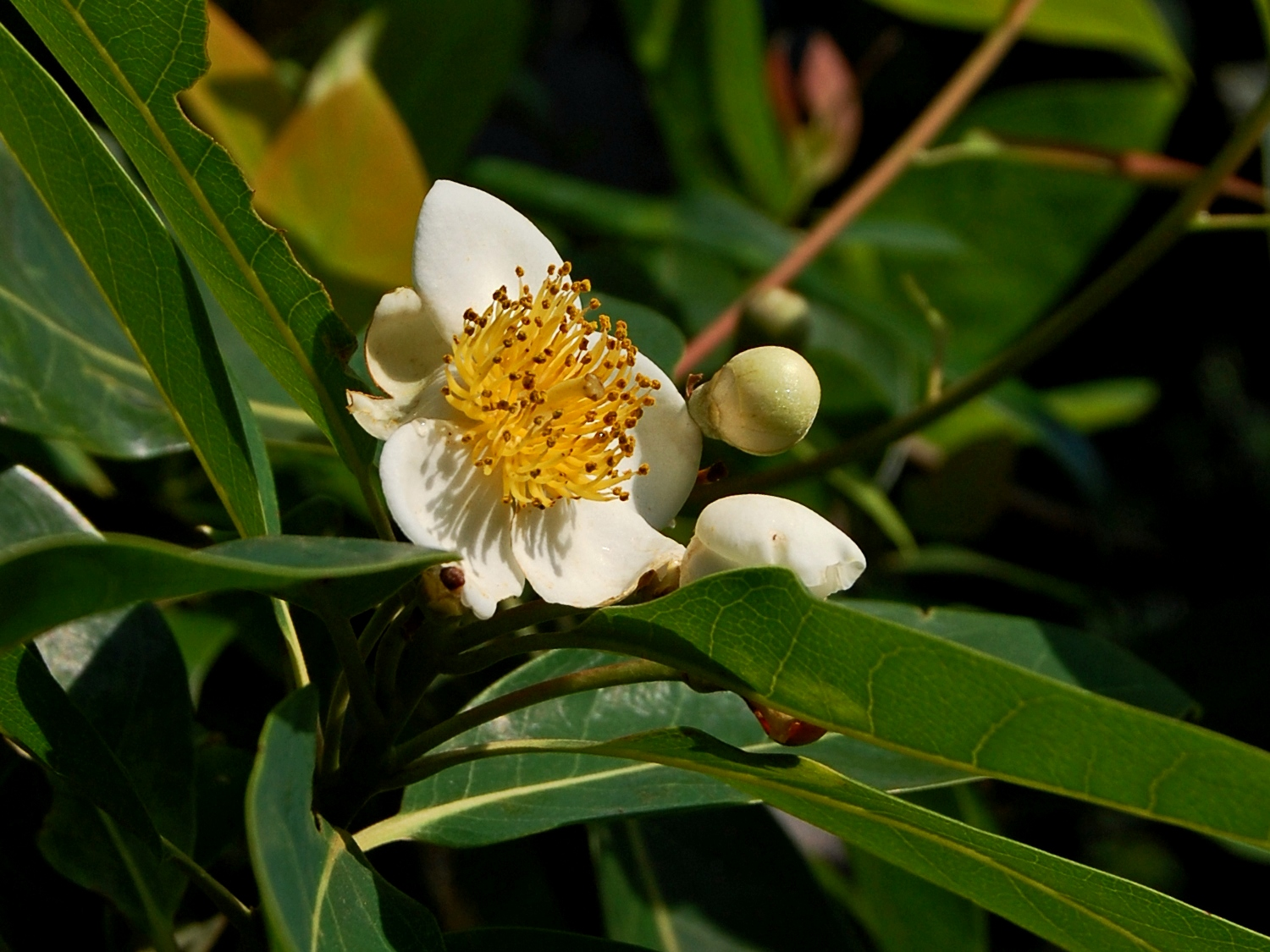
Fleur.

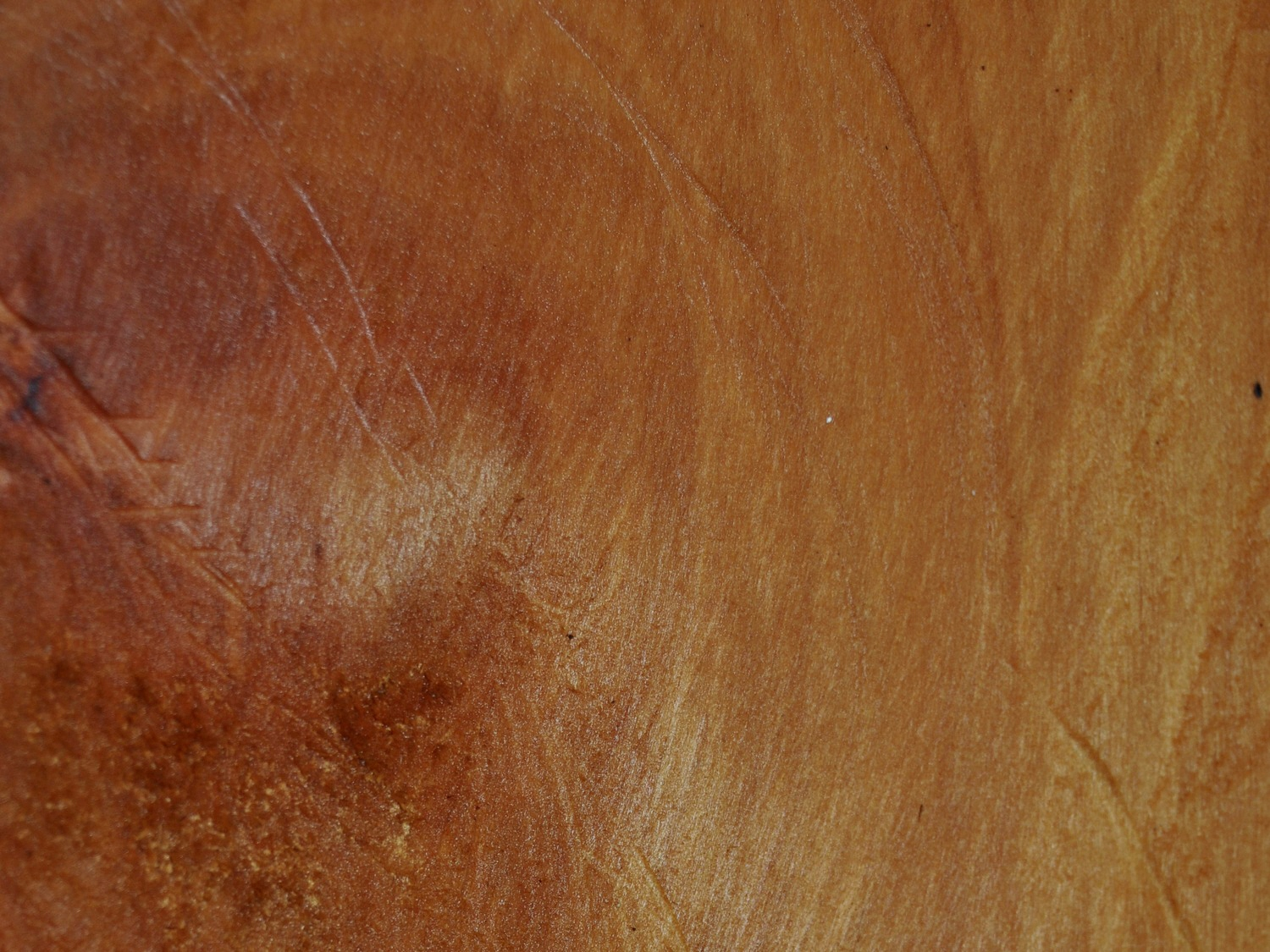
Bois.

Cet arbre est utilisé dans les plantations de café, pour faire de l'ombre aux cultures. Il est également planté dans le cadre de projets de reforestation. Il s'agit d'une espèce pionnière qui pousse vite.
Le bois est utilisé pour des constructions telles que des portes, des bateaux, des ponts etc.

## Liste des sous-espèces et variétés
Selon Catalogue of Life (23 février 2018) :
- sous-espèce Schima wallichii subsp. pulgarensis
- sous-espèce Schima wallichii subsp. wallichii
- variété Schima wallichii var. khasiana
- variété Schima wallichii var. paracrenata